# Catharinea laevifolia
Catharinea laevifolia là một loài rêu trong họ Polytrichaceae. Loài này được Lindb. & Arnell mô tả khoa học đầu tiên năm 1890.